# Vittorio Zorzoli
Vittorio Zorzoli Volpi (Sali Vercellese, 8 agosto 1895 – Milano, 25 settembre 1962) è stato un calciatore italiano, di ruolo centrocampista.

## Calciatore
Cresce nella Pro Vercelli, esordendo a meno di 15 anni in prima squadra nella finale spareggio persa contro l'Inter per 10 a 3 nella stagione 1909-1910, incontro nel quale i bianchi piemontesi schierarono le giovanili per protesta contro la Federazione Italiana Giuoco Calcio. Zorzoli fu uno dei tre marcatori vercellesi.
In seguito tornò a giocare con le giovanili dei piemontesi tornando a giocare in prima squadra nella stagione 1912-1913, vincendo il suo unico scudetto.
Lascia i vercellesi durante il conflitto mondiale, per competere nella Coppa Federale 1915-1916 con l'Unione Sportiva Torinese.
Dopo la guerra passa al Genoa, con cui esordisce il 30 ottobre 1920 nel pareggio esterno per uno ad uno contro la Sestrese, giocandovi l'ultima stagione prima del ritiro.
Con il Grifone raggiunse il secondo posto del girone semifinale A della Prima Categoria 1920-1921.

## Palmarès

### Club

#### Competizioni nazionali
- Campionato italiano: 1

Pro Vercelli: 1912-1913